# Монтемайор, Луис Мариано
Луис Мариано Монтемайор (исп. Luis Mariano Montemayor; род. 16 марта 1956, Буэнос-Айрес, Аргентина) — аргентинский прелат и ватиканский дипломат. Титулярный архиепископ Иллици с 19 июня 2008. Апостольский нунций в Кабо-Верде и Сенегале, а также апостольский делегат в Мавритании с 19 июня 2008 по 22 июня 2015. Апостольский нунций в Гвинее-Бисау с 17 сентября 2008 по 22 июня 2015. Апостольский нунций в Демократической Республике Конго с 22 июня 2015 по 27 сентября 2018. Апостольский нунций в Колумбии с 27 сентября 2018 по 25 февраля 2023. Апостольский нунций в Ирландии с 25 февраля 2023.